# Club des patineurs de Lausanne
Le Club des patineurs de Lausanne, de son nom complet Club des Patineurs Lausanne Malley, est un club de patinage artistique basé à Lausanne, dans le canton de Vaud, en Suisse. Il est fondé en 1908 et sa section hockey sur glace, désormais disparue au profit du Lausanne HC, remporte le titre de champion de Suisse en 1911,.

## Histoire du club
En compagnie des clubs de Vevey, Les Avants, Caux, Leysin, Servette, de Villars et de La Villa, le CP Lausanne est à l'origine de la fondation, à Vevey, en 1908, de la Ligue suisse de hockey sur glace.
Membre du championnat de Suisse de hockey sur glace jusque dans les années 1920, la société est remplacée, dès 1922, par le Lausanne HC. Mais elle continue d'exister dans le monde du patinage artistique.

## Palmarès
- Championnat national
  - Champion (1) : 1911

## Bilan saison par saison

### Championnat national suisse
| Saison    | PJ                                                                         | V                                                                          | D                                                                          | N                                                                          | BP                                                                         | BC                                                                         | Issue                                                                      |
| --------- | -------------------------------------------------------------------------- | -------------------------------------------------------------------------- | -------------------------------------------------------------------------- | -------------------------------------------------------------------------- | -------------------------------------------------------------------------- | -------------------------------------------------------------------------- | -------------------------------------------------------------------------- |
| 1908-1909 | 5                                                                          | 3                                                                          | 1                                                                          | 1                                                                          | ?                                                                          | ?                                                                          | 3e du championnat                                                          |
| 1909-1910 | 4                                                                          | 1                                                                          | 3                                                                          | 0                                                                          | 16                                                                         | 32                                                                         | 5e du championnat                                                          |
| 1910-1911 | 3                                                                          | 2                                                                          | 1                                                                          | 0                                                                          | 13                                                                         | 14                                                                         | Champion de Suisse (1)                                                     |
| 1911-1912 | 3                                                                          | 2                                                                          | 1                                                                          | 0                                                                          | 5                                                                          | 4                                                                          | Défaite en finale                                                          |
| 1912-1913 | 2                                                                          | 1                                                                          | 1                                                                          | 0                                                                          | 1                                                                          | 4                                                                          | 2e du championnat                                                          |
| 1913-1914 | ?                                                                          | ?                                                                          | ?                                                                          | ?                                                                          | ?                                                                          | ?                                                                          | ?                                                                          |
| 1914-1915 | Saison annulée à cause de la mobilisation pour la Première Guerre mondiale | Saison annulée à cause de la mobilisation pour la Première Guerre mondiale | Saison annulée à cause de la mobilisation pour la Première Guerre mondiale | Saison annulée à cause de la mobilisation pour la Première Guerre mondiale | Saison annulée à cause de la mobilisation pour la Première Guerre mondiale | Saison annulée à cause de la mobilisation pour la Première Guerre mondiale | Saison annulée à cause de la mobilisation pour la Première Guerre mondiale |
| 1915-1916 | 3                                                                          | 2                                                                          | 1                                                                          | 0                                                                          | 10                                                                         | 10                                                                         | Défaite en finale                                                          |
| 1916-1917 | 2                                                                          | 1                                                                          | 1                                                                          | 0                                                                          | 5                                                                          | 9                                                                          | 2e de groupe                                                               |
| 1917-1918 | ?                                                                          | ?                                                                          | ?                                                                          | ?                                                                          | ?                                                                          | ?                                                                          | ?                                                                          |
| 1918-1919 | 2                                                                          | 1                                                                          | 1                                                                          | 0                                                                          | 7                                                                          | 4                                                                          | 2e de groupe                                                               |
| 1919-1920 | ?                                                                          | ?                                                                          | ?                                                                          | ?                                                                          | ?                                                                          | ?                                                                          | ?                                                                          |
| 1920-1921 | ?                                                                          | ?                                                                          | ?                                                                          | ?                                                                          | ?                                                                          | ?                                                                          | ?                                                                          |
| 1921-1922 | 1                                                                          | 0                                                                          | 1                                                                          | 0                                                                          | 5                                                                          | 7                                                                          | Défaite en pré-qualifications du groupe Ouest                              |

### Championnat international suisse
| Saison    | PJ | V | D | N | BP | BC | Issue             |
| --------- | -- | - | - | - | -- | -- | ----------------- |
| 1915-1916 | 3  | 1 | 1 | 1 | 9  | 13 | Défaite en finale |
| 1916-1917 | 2  | 1 | 1 | 0 | 5  | 6  | 2e de groupe      |
| 1917-1918 | ?  | ? | ? | ? | ?  | ?  | ?                 |
| 1918-1919 | 2  | 1 | 1 | 0 | 9  | 5  | 2e de groupe      |
| 1919-1920 | ?  | ? | ? | ? | ?  | ?  | ?                 |
| 1920-1921 | ?  | ? | ? | ? | ?  | ?  | ?                 |
| 1921-1922 | ?  | ? | ? | ? | ?  | ?  | ?                 |